# Théodore Canot
Pour les articles homonymes, voir Canot (homonymie).

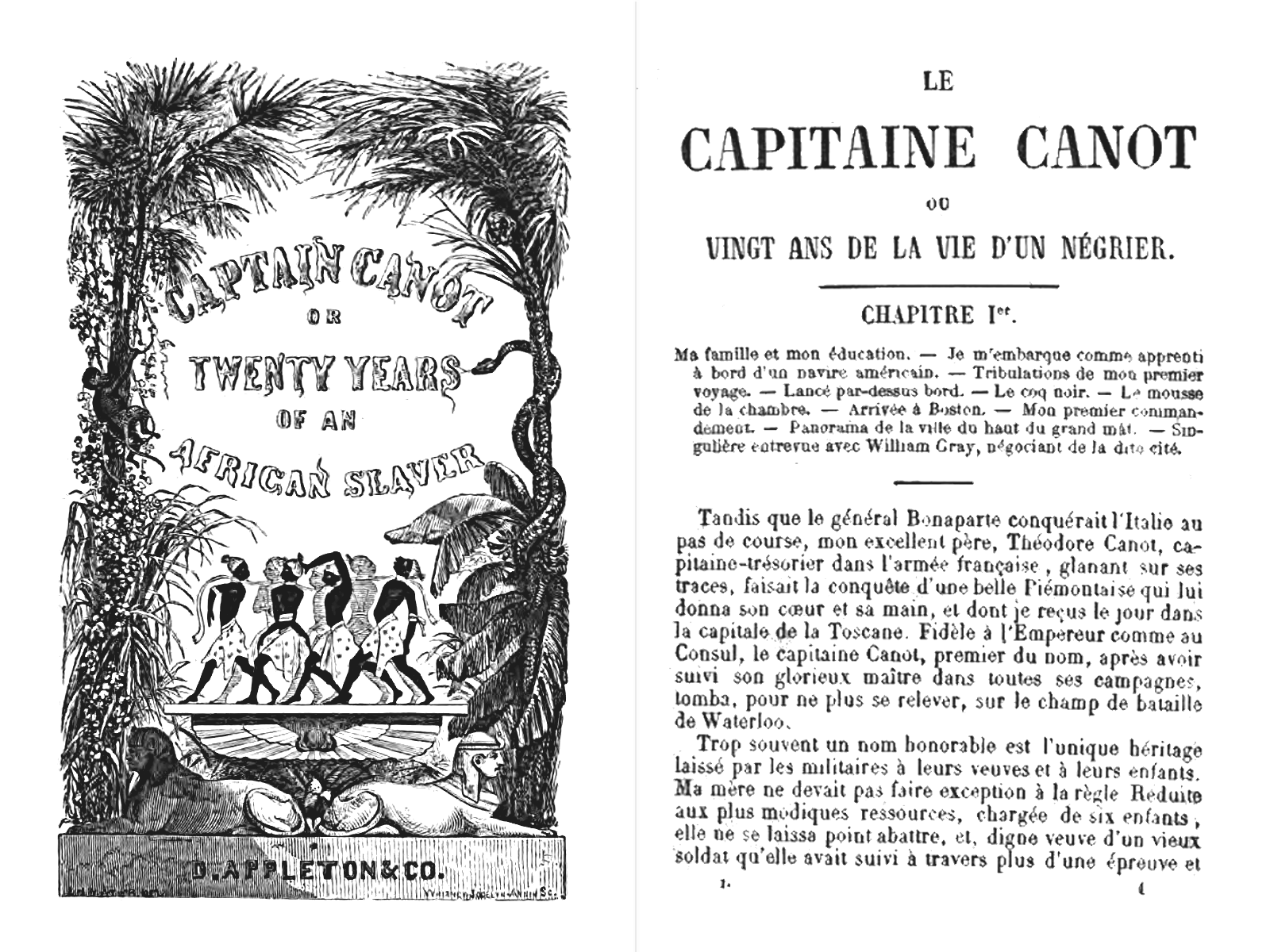
Captain Canot, Vingt ans de la vie d'un négrier (1854)

Théodore Canot (Livourne, 1804 - 1860) est un trafiquant d'esclaves, planteur et écrivain d'origine franco-florentine.
Habitant à Florence, il embarque en 1819 à Livourne pour l'Amérique pour ne plus jamais revenir. De 1820 à 1840, fort d'un talent pour la pratique des langues et pour le commerce, il deviendra l'un des plus importants négriers actifs entre Cuba et les côtes de Guinée, Liberia et Sierra Leone
Embarquant d'abord sur des navires de commerce, il est rapidement confronté à la piraterie qui se développe après la fin du commerce des esclaves par les nations dans les Antilles. Il s'installe ensuite dans la région de la côte de Guinée, à l'embouchure du Rio Pongo, comme employé et rapidement comme homme de confiance puis à son compte. Il effectuera également de nombreux voyages de convoyages de cargaisons d'esclaves vers Cuba, relatant ainsi ses courses avec les croiseurs britanniques, les rébellions d'esclaves, les mutineries, les naufrages.
Vers 1840, il abandonne le commerce des esclaves, pour devenir exploitant de plantations dans la même région. Il se livre encore occasionnellement au trafic d'esclaves. En 1854, il rédige un récit de sa vie mouvementée. Il offre un intéressant témoignage sur la société esclavagiste de l'époque, tant des Européens que des tribus africaines ayant intégré ce commerce dans leurs modes de vie.

## Biographie

### Origines et jeunesse
Bien que l'auteur ait volontairement cherché l'anonymat, les recherches postérieures ont permis d'établir que le nom de "Théodore Canot" n'était qu'un pseudonyme, utilisé par le négrier Théophile Conneau pour rédiger son ouvrage.
Dans celui-ci, l'auteur prétend être un français né d'une mère italienne et d'un père français, grognard qui était sous les drapeaux lors de la campagne d'Espagne. Celui-ci aurait laissé son épouse veuve avec six orphelins. Théodore Canot écrit prétend également que deux de ses oncles maternels auraient servi dans la flotte napolitaine sous le règne de Joachim Murat.
Les recherches, réalisées dès le milieu du XXe siècle, ont effectué une collecte de données suffisantes pour retracer une ébauche de son enfance. Théodore Conneau est né à Alexandrie en septembre 1804 - bien que certaines sources le fassent Livournais - il est le fils de Louis Conneau, grognard et  receveur de la couronne du Royaume d’Étrurie, et d'une niçoise, Thérèse Raucher. Ainsi, il n'est autre que le frère du docteur et confident de Napoléon III, Henri Conneau.

### Le marin
Très tôt captivité par les récits d'aventures et de navigation, Théodore Conneau, enfant turbulent, est déscolarisé dès l'âge de douze ans et se destine alors à un destin de marin.
En 1819, il quitte alors Livourne pour s'engager sur La Galaeta, un navire Bostonien où il se fera ses premières armes de marin.

#### Découverte de l'esclavage
Toujours selon ses mémoires, ce serait à l'occasion d'un séjour en Inde, accompagné de son capitaine américain, que Conneau aurait été témoin pour la premières fois de l'esclavage. Il écrira dans ses Confessions :  
Lorsqu'une grande prao (pirogue malaise) arriva au débarcadère, bondée de prisonniers provenant de l'une des îles. Ces malheureux allaient être vendus comme esclaves. C'étaient les premiers esclaves que je voyais. 
Lors de cette rencontre avec l'esclavage, Conneau est de facto témoin du sort de ces êtres asservis, condition qui, alors, le révolte : 
Pendant que s'opérait le débarquement de cette cargaison humaine, je remarquai l'un des Malais qui tirait par les cheveux, le long de la plage, une jeune et belle personne. Engourdie par une longue immobilité dans le fond humide de la pirogue, cette femme, incapable de marcher et même de se tenir debout, ne cessait de hurler. Tout en moi se révolta. […] à l'âge de dix-sept ans, mes sentiments à l'égard de l'esclavage […] étaient bien différents de ce qu'ils devinrent plus tard. 
Toutefois, il raconte avoir été attiré par la beauté des navires négriers, ce qui aurait motivé son désir de devenir trafiquant d'esclaves.

### L'aventure Africaine

#### Le négrier
Après d'étonnantes péripéties faites naufrages et des rencontres, il embarque 2 septembre 1826 depuis Cuba sur L'Aerostatico, à destination du Cap-Vert. Après "d'interminables semaines" , Conneau débarque près du Rio Pongo, non loin d'une factorerie d'esclaves - il y rencontre Jack Ormond (ou Mr. John) dit Mongo John, un mulâtre vendeur d'esclaves, comme son propre père avant lui, qui a son harem à Bangalang. Devenu le comptable de ce fantasque personnage, Conneau approche alors la traite négrière au plus près.

Ainsi, témoigne t-il de la venue de Foulahs de l'imamat du Fouta-Djalon : 
« 
C'est à cette époque de l'année qu'arrivent les caravanes venant de l'intérieur. Nous ne fûmes donc pas surpris en voyant reparaître nos coureurs porteurs de la nouvelle qu'Ahmah-de-Bellah, fils d'un célèbre chef foulah, allait incessamment visiter le Rio Pongo escorté d'une suite nombreuse et d'un important convoi de marchandises. […] Derrière le maître venaient les principaux traitants, leurs esclaves chargés de marchandises, puis quarante captifs maintenus par des liens de bambou.
 »
— T. Canot
Conneau est témoin de la procédure de négociation et de vente d'esclaves, entre ces européens installés dans leurs comptoirs et ces locaux musulmans venus de leurs caravanes. Conneau estime à 8 885 £ les revenus d'une vente (dont 1 600 £ pour 40 esclaves).
En mars 1827, le bateau qui l'avait déposé en Afrique, renommé, reparaît. C'est alors que Conneau se voit devenir traitant-marchand d'esclaves. Une vente - là encore de divers marchandises dont des esclaves - font un bénéfice de 41 438 540 £, note-t-il.

#### Sa vie en Afrique
Toujours selon ses mémoires, Conneau a ainsi passé plusieurs années en Afrique. Cependant, ses Confessions ne comportent que très brièvement des d des, anthropologique ou culturel de cet espace du continent. Conneau raconte avoir contracté une "fièvre d'Afrique", lui provoquant délires et forte fièvre. Conneau écrit, brièvement, sur les Mandingues, les arrangements préalables aux mariages et le déroulement cérémoniel - a noter que Conneau note qu'il existe déjà dans des mariages mixtes -, de types d'habitations, d'un "sorcier" (voyant) local, ou encore du saucy-wood, qu'il décrit comme une sorte d'ordalie locale :
Lorsque j'avais débarqué parmi cette poignée de sauvages, elle était livrée aux plus viles superstitions. Hommes et femmes, de toutes les classes, étaient exposées à être accusés par les sorciers, sous n'importe quel prétexte, et à se voir invariablement administrer le dangereux breuvage à base de "saucy-wood" destiné à faire l'épreuve de leur innocence.
Il décrit ce "saucy-wood" comme étant "l'écorce rougeâtre de l'arbre appelé djedou, qui, pulvérisée et mélangée d'eau, compose un breuvage empoisonné jugé indispensable à la découverte des crimes. C'est le jugement par l'épreuve judiciaire. Si l'accusé survit, il est innocent, s'il meurt, il est coupable."
Théophile Conneau se lie d'amitié avec des locaux (comme "Esther la Quarteronne", dont la disparition l'aura marqué, écrit-t-il), il a approché un territoire du continent au plus près et laisse donc des pages toutefois très intéressantes du strict point testimonial.

### Le négrier

#### Considérations de Conneau sur l'esclavage

##### Sur les raisons de l'esclavage en Afrique
Bien que Conneau ait été un acteur actif de la traite transatlantique, ses considérations sur ce phénomène déjà prohibé dans diverses nations à travers la Terren'en sont pas moins péjoratives. Il écrit dans le chapitre dédié au sujet : 
[L'esclavage] en tant qu'institution nationale, il semble avoir toujours existé. Toujours et partout, les Africains ont été esclaves : leur image dans les plus anciens monuments est associée à l'idée de travaux pénibles et de complète servitude. Néanmoins, j'affirme sans hésiter que les trois quarts des esclaves exportés d'Afrique sont le fruit de guerres fomentées par la cupidité de notre propre race. Nous excitons les convoitises des Noirs en leur inculquant des besoins et des désirs dont l'indigène ingénu n'avait jamais rêvé tant que l'esclavage était resté une institution purement domestique, répondant au seul soucis du bien-être des tyrans locaux. Mais les denrées et des objets d'abord de pur luxe sont devenus peu à peu de première nécessité, et l'homme est bientôt devenu, du bout à l'autre de l'Afrique, une véritable monnaie d'échange."

Bien que Conneau n'évacue nullement les caravaniers musulmans, présents en Afrique depuis le VIIe siècle, il n'efface pas la présence européenne. Il n'évacue pas non plus dans ses lignes la nature humaine des êtres dont il a fait le commerce, parlant à certains passages de "cargaison humaine" pour désigner les Africains réduits en esclavage.

##### Sur la traversée des esclaves
Dans ces mémoires, Conneau semble vouloir dresser un récit authentique et fidèle du sort des Africains déportés durant la traversée en négrier. Il donne de nombreux détails relatifs aux équipages, aux esclaves ainsi qu'à l'organisation qui régit la traversée. De ce point-là, sa narration est très riche. Il assiste par ailleurs à une tentative de soulèvement des africains déportés.

## Théophile Conneau
En 1854, après sa vie de négrier et avant la parution de son livre, il reprend son nom de naissance et devient fonctionnaire colonial en Nouvelle-Calédonie, probablement grâce à l'influence de son frère Henri Conneau. Dans une lettre achetée et publiée par Louis-Joseph Bouge en 1953, l'ancien négrier y décrit la jeune colonie. 